# Lamotte-Picquet (tàu tuần dương Pháp)
La Motte-Picquet là một tàu tuần dương hạng nhẹ của Hải quân Pháp thuộc lớp Duguay-Trouin được chế tạo sau Chiến tranh Thế giới thứ nhất. Nó được hạ thủy vào năm 1924, và được đặt tên nhằm vinh danh vị Đô đốc vào Thế kỷ 18, Bá tước Toussaint-Guillaume Picquet de la Motte.
Được hoàn tất vào năm 1927, La Motte-Picquet được cho đặt căn cứ tại Brest cho đến năm 1933, phục vụ cùng Đội Tuần dương nhẹ 3 trong vai trò soái hạm. Vào năm 1935, nó được gửi sang Viễn Đông, nơi mà khi Chiến tranh Thế giới thứ hai nổ ra vào năm 1939, nó tuần tra chung quanh Đông Dương, vốn là một thuộc địa của Pháp vào lúc đó, và tại Đông Ấn thuộc Hà Lan.
Sau khi Pháp đầu hàng tại Châu Âu, căng thẳng phát sinh dọc theo biên giới với Xiêm (nay là Thái Lan). Chúng phát triển thành xung đột giữa Xiêm và chính quyền Vichy Pháp vào tháng 12 năm 1940. Đến tháng 1 năm 1941, La Motte-Picquet trở thành soái hạm của một hải đội nhỏ, Groupe Occasionnel. Nó được thành lập vào ngày 9 tháng 12 tại vịnh Cam Ranh, dưới quyền chỉ huy của Đại tá Hải quân Bérenger, bao gồm các tàu xà-lúp thuộc địa Dumont d'Urville và Amiral Charner cùng các tàu xà-lúp cũ Tahure và Marne. Trận Koh Chang diễn ra vào ngày 14 tháng 1 năm 1941, trong đó hải đội Thái đã bị tiêu diệt.
Ngoại trừ một chuyến thăm Osaka, Nhật Bản vào tháng 9 năm 1941, La Motte-Picquet chỉ có những hoạt động hạn chế. Nó bị giải giáp tại Sài Gòn vào tháng 12 năm 1941 và được sử dụng như một lườn tàu huấn luyện. Ngày 12 tháng 1 năm 1945, nó bị máy bay từ tàu sân bay của Lực lượng Đặc nhiệm 38 Hải quân Hoa Kỳ đánh chìm trong cảng Sài Gòn.
Lê Văn Một, một người Việt quốc tịch Pháp từng là hoa tiêu phục vụ trên chiếc La Motte-Picquet, sau này là thuyền trưởng tàu không số đầu tiên của tuyến Đường mòn Hồ Chí Minh trên biển trong Chiến tranh Việt Nam.